# Бжезе (Нижньосілезьке воєводство)
Бжезе (пол. Brzezie) — село в Польщі, у гміні Тшебниця Тшебницького повіту Нижньосілезького воєводства.
Населення — 335 осіб (2011).
У 1975-1998 роках село належало до Вроцлавського воєводства.

## Демографія
Демографічна структура станом на 31 березня 2011 року:
|          | Загалом | Допрацездатний вік | Працездатний вік | Постпрацездатний вік |
| -------- | ------- | ------------------ | ---------------- | -------------------- |
| Чоловіки | 171     | 35                 | 122              | 14                   |
| Жінки    | 164     | 42                 | 94               | 28                   |
| Разом    | 335     | 77                 | 216              | 42                   |